# Heidweiher
Der Heidweiher liegt auf dem Gebiet der Stadt Gunzenhausen im mittelfränkischen Landkreis Weißenburg-Gunzenhausen.
Der etwa neun Hektar große Weiher liegt am Rande des Gräfensteinberger Waldes im Fränkischen Seenland unweit des Fallhauses auf einer Höhe von 420 m ü. NHN. Er wird vom Haidgraben gespeist, der ab dem Weiheraustritt Heidweihergraben heißt. Südlich befindet sich der Altmühlüberleiter, östlich verläuft die Europäische Hauptwasserscheide. Unweit verläuft die Gemeindegrenze zu Haundorf. Nördlich liegt der Koppenweiher.